# Sportåret 1827

## Händelser

### Boxning

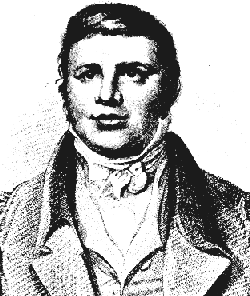
Peter Crawley.

- 2 januari – Peter Crawley besegrar Jem Ward i Royston och tar därmed över den engelska mästerskapstiteln i tungvikt. Matchen varar i 26 minuter över elva ronder.[1]

- 4 januari – Peter Crawley drar sig tillbaka varpå Jem Ward gör anspråk på den engelska mästerskapstiteln i tungvikt.[1]

- 20 februari – Ned Neale besegrar Tom Cannon i Warfield. Matchen varar i 30 minuter över 22 ronder.[2]

### Cricket
- Okänt datum – Sussex CCC vinner County Championship (en inofficiell titel fram till 1890, då de första officiella mästarna koras).

### Simsport
- 10 juli – En av de första kända simtävlingarna hålls i floden Mersey, där Isaac Bedale och Mathew Vipond tävlar om vem som snabbast kan simma 18 miles från Liverpool till Runcorn. Bedale vinner på tiden tre timmar och 35 minuter.[3]